# 岡垣郵便局
岡垣郵便局（おかがきゆうびんきょく）は、福岡県遠賀郡岡垣町にある郵便局。民営化前の分類では集配普通郵便局であった（現在は集配機能を廃止）。

## 概要
住所：〒811-4236 福岡県遠賀郡岡垣町海老津駅前8-10
民営化直前の集配業務再編において、多くの集配普通郵便局は統括センターとなったが、当局は配達センターとされたため、民営化後も郵便事業株式会社の支店は併設されず、集配センターが併設された。また、岡垣町は北九州都市圏に属するが、遠賀町とともに、新福岡郵便局（地域区分局）の大きな括りに属する。
民営化見直し後も郵便集配部門は西に隣接する宗像市の宗像郵便局の管理下に置かれた上、5年の歳月を経て完全移管された。

## 沿革
- 1911年（大正11年）9月11日 - 海老津（えびつ）郵便局として開局。
- 1956年（昭和31年）10月1日 - 岡垣郵便局[1]から電話交換事務の取扱を移管[2]。
- 1966年（昭和41年）7月1日 - 岡垣郵便局[1]から和文電報配達事務を移管。
- 1969年（昭和44年）8月22日 - 電話の加入および料金に関する簡易な事務を除く電話交換業務を、折尾電報電話局に移管。
- 1970年（昭和45年）3月30日 - 岡垣郵便局に改称[1]。
- 1984年（昭和59年）9月1日 - 特定郵便局から普通郵便局に局種別改定[3]。
- 2000年（平成12年）8月14日 - 外国通貨の両替および旅行小切手の売買に関する業務取扱を開始。
- 2007年（平成19年）10月1日 - 民営化に伴い、併設された郵便事業宗像支店岡垣集配センターに一部業務を移管。
- 2012年（平成24年）10月1日 - 日本郵便株式会社発足に伴い、郵便事業宗像支店岡垣集配センターを岡垣郵便局に統合。但し集配部門は引き続き宗像郵便局の管理下に置かれた。
- 2017年（平成29年）10月2日 - 集配部門全体の合理化の一環として、集配に関する一切を宗像郵便局に完全移管、専用郵便番号（〒811-4299）も廃止された。

## 取扱内容
- 郵便、印紙、ゆうパック、内容証明
- 貯金、為替、振替、振込、国際送金、国債、投資信託
- 生命保険、バイク自賠責保険、自動車保険
- ゆうちょ銀行ATM

2017年10月1日までは岡垣町内の配達業務（郵便物取集・ゆうパック類集荷は宗像郵便局の管轄）も行っていた。同時期に北九州市の谷地区（三谷地区）における郵便物等集配業務の一切が西谷郵便局から北九州中央郵便局に完全移管されるなど、福岡県内でも集配業務の大規模再編が進められている。

## 周辺
- 岡垣町役場 東部出張所
- 岡垣町立海老津小学校
- 国道3号

## アクセス
- JR鹿児島本線 海老津駅から北西へ約500m（徒歩約6分）
- 西鉄バス宗像、岡垣町コミュニティバス「ふれあい」 海老津駅入口停留所下車
- 九州自動車道 若宮ICから北へ約15km
- 駐車場あり：11台